# SERENDIP
SERENDIP (англ. Search for Extraterrestrial Radio Emissions from Nearby Developed Intelligent Populations или рус. Поиск внеземного радиоизлучения от соседних разумных цивилизаций) — программа поиска внеземного разума (SETI), возникшая в Калифорнийском университете в Беркли. Название проекта созвучно старому персидскому названию острова Шри-Ланка — Серендип и связано с эпосом «Три принца из Серендипа» и популярном в англоязычной научной среде неологизмом — Serendipity (серендипность).
Исходные данные для анализа информации поступают с обсерватории Аресибо, а прежде и с радиотелескопа Грин-Бэнк. Причём получение исходного сигнала для анализа в проекте происходит во время работы радиотелескопа по основному назначению — «параллельно».

## История
Проект SERENDIP действует с 1979 года. Первым инструментом проекта SERENDIP был 100 канальный аналоговый радиоспектрометр с полосой канала 100 кГц.
В 1994…1995 гг. Дэвид Геди (Джиди) и др., работая в проекте SERENDIP предложили использовать виртуальный суперкомпьютер, состоящий из большого числа имеющих доступ к Интернету ПК и организовали проект SETI@home для проверки этой идеи. Научный план, который разработали Дэвид Джиди и Крейг Каснофф из Сиэтла, был представлен на пятой международной конференции по биоастрономии в июле 1996 года. SETI@home стартовал 17 мая 1999 года, тогда он стал самым массовым проектом распределённых вычислений, который использует компьютеры добровольцев (т.н. добровольные вычисления).
Последний спектрометр, SERENDIP V.v, был установлен в обсерватории Аресибо в июне 2009 года и введён в эксплуатацию. Входной сигнал поступает с семилучевой решётки облучателя ALFA (L-диапазона — 1,4 ГГц) радиотелескопа с 305 метровой апертурой рефлектора. Цифровая обработка сигналов осуществляется прибором на основе ПЛИС (FPGA) путём выделения 128 млн каналов для цифрового спектрометра полосой 200 МГц.

## Результаты
За время действия программы было обнаружено 400 подозрительных сигналов, но их принадлежность к внеземному разуму не была доказана. Самый любопытный сигнал «Wow!» был зарегистрирован в августе 1977 г. Но он наблюдался очень непродолжительное время и исчез до того, как его успели идентифицировать. В сентябре-октябре 2004 г. СМИ писали о регистрации радиосигнала SHGb02+14a искусственного происхождения, но тщательная проверка не подтвердила его связь с внеземной цивилизацией. Сигналы внеземной цивилизации пока не обнаружены.